# نیم‌افراشتگی

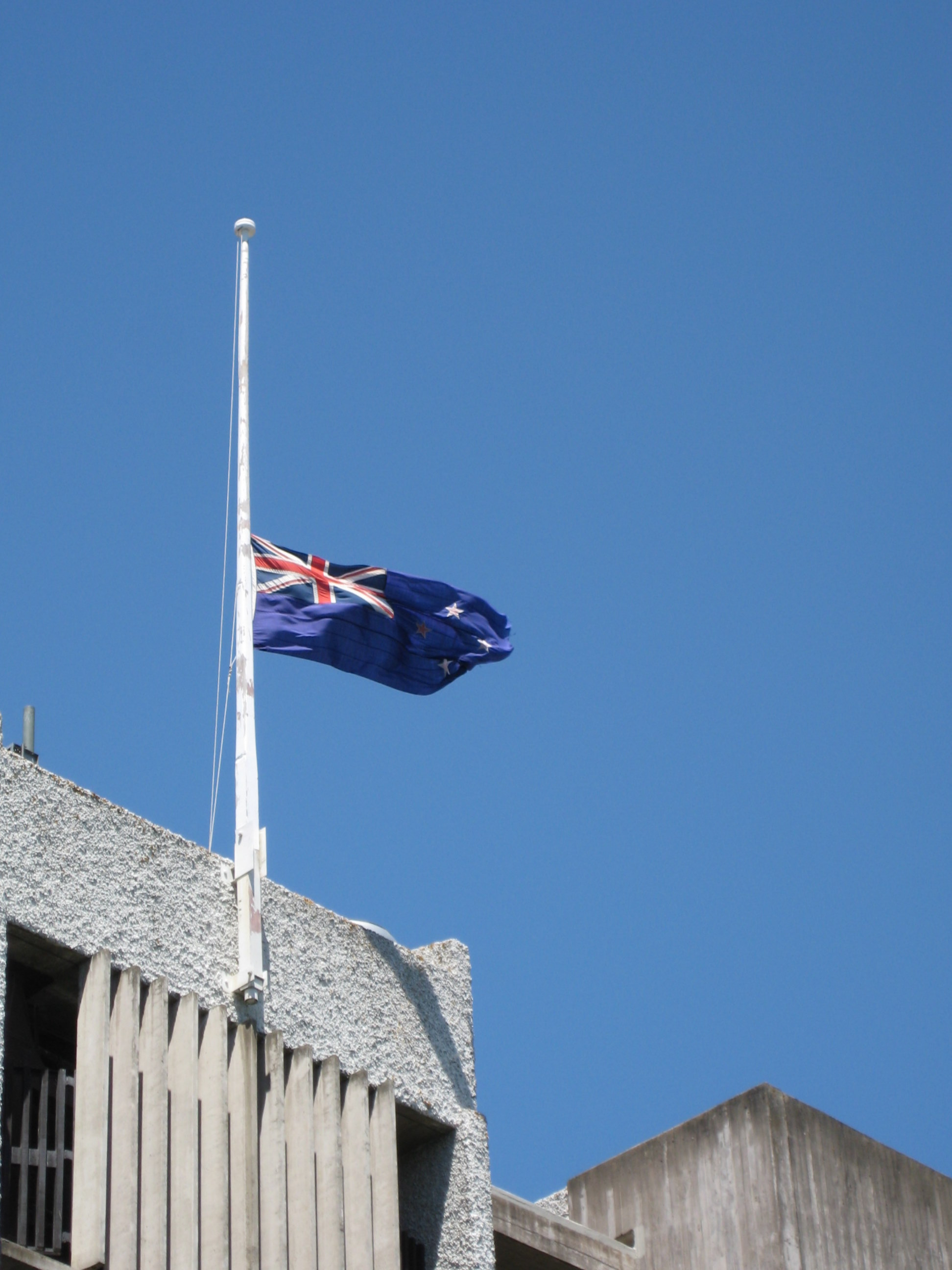
پرچم نیم‌افراشتهٔ نیوزیلند به نشان سوگواری در مرگ ادموند هیلاری

نیم‌افراشتگی به حالتی از اهتزاز پرچم گفته می‌شود که در آن پرچم پایین‌تر از حالت اوج خود در بالای میلهٔ پرچم قرار می‌گیرد. در بسیاری از کشورها نیم‌افراشتگی پرچم نمادی از سوگواری، احترام یا محنت است.